# Wiershausen
Wiershausen è una frazione (Ortsteil) della città di Hann. Münden, nel land della Bassa Sassonia, in Germania.

## Storia
Già comune autonomo nel circondario di Münden, fu soppresso e incorporato ad Hann. Münden il 1º gennaio 1973.